# Nelson Prudêncio
Nelson Prudêncio (* 4. April 1944 in Lins, São Paulo; † 23. November 2012 in São Carlos) war ein brasilianischer Dreispringer.

## Leben
1965 wurde er mit 14,52 Meter zum ersten Mal brasilianischer Meister. Diese Meisterschaften wurden damals nur alle zwei Jahre ausgetragen, und Prudêncio blieb bis 1971 ungeschlagen, 1967 gewann er mit 6,82 Meter auch im Weitsprung.
1967 gewann er bei den Panamerikanischen Spielen in Winnipeg mit 16,45 Meter Silber hinter dem US-Amerikaner Charles Craig.
Bis zum Beginn der Olympischen Spiele 1968 in Mexiko-Stadt hatte Prudêncio eine Bestleistung von 16,30 Meter aufzuweisen. Der Weltrekord des Polen Józef Szmidt (17,03 Meter) wurde bereits in der Qualifikation übertroffen, als der Italiener Giuseppe Gentile 17,10 Meter sprang. Prudêncio sprang 16,46 Meter und belegte damit den vierten Platz in der Qualifikation.
Am 17. Oktober 1968 folgte dann ein Finale, das in die Leichtathletikgeschichte einging. Im ersten Versuch steigerte Gentile seinen Weltrekord aus der Qualifikation auf 17,22 Meter. Im zweiten Versuch steigerte sich Prudêncio auf 17,05 Meter. Im dritten Versuch sprang Wiktor Sanejew (Sowjetunion) zum ersten Mal in seinem Leben über 17 Meter und verbesserte gleich den Weltrekord auf 17,23 Meter. Im fünften Versuch stellte Prudêncio mit 17,27 Meter einen weiteren Weltrekord auf. Im sechsten und letzten Versuch sprang dann Sanejew auf 17,39 Meter und gewann damit Gold vor Prudêncio und Gentile.
Innerhalb von einer Stunde war der Weltrekord von drei verschiedenen Springern viermal verbessert worden. Insgesamt sprangen sechs Springer über 17 Meter. Der Titelverteidiger Szmidt wurde lediglich Siebter. Begünstigt wurde diese Leistungsexplosion zum einen durch die Höhenlage in Mexiko-Stadt, zum anderen durch einen sehr freundlichen Wind, denn bei allen vier Weltrekorden zeigte der Windmesser den maximal zulässigen Wert von 2 m/s an.
1971 wurde Prudêncio mit 16,82 Meter hinter dem Kubaner Pedro Pérez, der mit 17,40 Meter Weltrekord sprang, Zweiter bei den Panamerikanischen Spielen in Cali. Bei den Olympischen Spielen 1972 übersprang Prudêncio mit 17,05 Meter zum einzigen Mal außer 1968 in Mexiko-Stadt die 17-Meter-Marke. Er wurde damit Dritter hinter Sanejew und Jörg Drehmel aus der DDR.
Bei den Panamerikanischen Spielen 1975 in Mexiko-Stadt wurde Nelson Prudêncio mit 16,85 Meter Vierter. In diesem Wettkampf stellte sein Landsmann João Carlos de Oliveira mit 17,89 Meter einen Weltrekord auf. Bei den Olympischen Spielen 1976 scheiterte Prudêncio mit 16,22 Meter in der Qualifikation.
Nelson Prudêncio war 1,82 m groß und wog in seiner aktiven Zeit 71 kg.

## Bestleistungen
- Weitsprung: 7,36 Meter
- Dreisprung: 17,27 Meter